# Государственная премия Кыргызской Республики имени Токтогула
Государственная премия Кыргызской Республики имени Токтогула (кирг. Кыргыз Республикасынын Токтогул атындагы мамлекеттик сыйлыгы) — одна из наград Кыргызстана в области литературы и искусства. Названа в честь киргизского акына-демократа Токтогула Сатылганова (1864—1933).
Предшественник — Государственная премия Киргизской ССР имени Токтогула Сатылганова, учреждённая 20 ноября 1966 года постановлением Совета министров Киргизской ССР. 23 января 2000 года постановлением правительства Кыргызстана преобразована в Государственную премию Кыргызской Республики имени Токтогула.
Вручается один раз в два года. До 2023 года решение о присуждении премии принималось Комитетом по государственным премиям Кыргызской Республики имени Токтогула в области литературы. Решение о присвоении утверждается президентом Кыргызстана.
Премия присуждается отдельным лицам и коллективам авторов. Произведение, представленное к награде, должно быть создано в период от одного до трёх лет до вручения премии. Лауреаты получают звание «Лауреат Государственной премии Кыргызской Республики имени Токтогула», диплом, удостоверение лауреата, почётный знак с датой присуждения и денежный приз.
Присуждается за выдающиеся произведения в области литературы и искусства (поэзия, проза, драматургия, музыка, кино, архитектура и скульптура, театральное и изобразительное искусство, радио- и телепроизведения), обогатившие культуру Кыргызстана, обладающие большим эстетическим и воспитательным воздействием и получившие широкое общественное признание: